# 24o'clock
24o'clock（24o'clock）は、2018年（平成30年）にデビューした日本の女性ダンスボーカルグループである。
さくらシンデレラの姉妹グループで、秋葉原アイドルステージ、新宿アイドルステージの専用劇場で主に活動をしていた。K-POPのシンファ（神話）・少女時代など、数多くのアーティストを世界に排出した韓国の振付師アン・ヒョンソクによるプロデュースのもと、2018年5月にステージデビューを果たす。
24時間に例えた場合、時間ごとに楽曲および世界観に変化があり様々な姿を見せて24時後にシンデレラに戻るコンセプトで、ダンス・歌唱力など実力重視のガールズグループ。

## メンバー
| 名前       | よみ            | 誕生日  | 出身地   | 血液型 | 身長    | 愛称     | 備考                                  |
| ---------- | --------------- | ------- | -------- | ------ | ------- | -------- | ------------------------------------- |
| 美和花樺   | みわ はるか     | 6月20日 | 京都府   | A      | 155cm   | はるりぃ |                                       |
| 藤咲はな   | ふじさき はな   | 3月21日 | 長崎県   | B      | 152cm   | はな     | 2019.04卒業                           |
| 小鳥遊七星 | たかなし ななせ | 8月26日 | 愛知県   | A      | 165cm   | ななせ   | 2019.04卒業                           |
| 紫乃崎星那 | しのさき せな   | 6月10日 | 神奈川県 | O      | 161.1cm | せな     | 2019.08卒業                           |
| メアリ     | めあり          | 2月1日  | 福島県   | AB     | 160cm   | メアリ   | リーダー、2019.12卒業                 |
| 文乃万里愛 | あやの まりあ   | 4月9日  | 高知県   | B      | 157cm   | まりあ   | 2019.06倉田万里愛より改名 2019.09卒業 |
| 入江ほ菜   | いりえ ほな     | 8月2日  | 大阪府   | O型    | 159cm   | ほな     |                                       |
| 新井那奈   | あらい なな     | 8月8日  | 千葉県   | A型    | 167cm   | なな     | 2019.08卒業                           |

### 元メンバー(メジャーデビュー前)
| 名前       | よみ            | 誕生日   | 出身地 | 血液型 | 身長  | 愛称                 | 備考                                       |
| ---------- | --------------- | -------- | ------ | ------ | ----- | -------------------- | ------------------------------------------ |
| 夢咲かや   | ゆめさき かや   | 12月24日 | 愛知県 | -      | - cm  | かやちゃん           | 2018.7卒業                                 |
| 大嶋ひかり | おおしま ひかり | 1月24日  | 高知県 | AB     | 150cm | ぴかみん、ひーちゃん | 2018.10脱退 現さくらシンデレラ専任メンバー |

## 略歴

### 2018年
- 3月25日、さくらシンデレラの姉妹グループとして結成を発表。同時に4U 、150も結成。
- 5月27日、ニコファーレにて正式にステージデビュー。
- 7月7日、メンバーの夢咲かやが、兼任するさくらシンデレラと合わせて卒業。
- 8月、AbemaTV×カラオケの鉄人×週刊少年サンデーによる合同オーディション「極アツ★アイドル2018」にグループで参加。10月6日、同企画にてグランプリを獲得。
- 11月20日、メンバーの大嶋ひかりが脱退。さくらシンデレラ専任となる。
- 12月26日、ユニバーサルミュージックジャパンから「Crazy Game」でメジャーデビューを果たす。

### 2019年
- 4月、メンバーの小鳥遊七星と藤咲はなが卒業（両名共にさくらシンデレラ専任に）。
- 6月26日、ユニバーサルミュージックジャパンから2ndシングル「Thunder Clap」を発売。
- 8月、メンバーの新井那奈、紫乃崎星那が卒業。
- 9月、メンバーの文乃万里愛が持病の手術の為、卒業。
- 12月、リーダーのメアリが女優業専念の為、卒業。

### 2020年
- 1月13日、新宿アイドルステージでの解散ライブをもって解散。美和花樺はさくらシンデレラ専任に、入江ほ菜はソロアーティストとして当面は活動となる。
- 2月21日、入江ほ菜が「さくらシンデレラ feat.入江ほ菜」MIX公演にて、同日付でさくらシンデレラの研究生「さくらシンデレラdream」への移籍を発表。同時に研究生と練習生の対バン出演時の合同グループ「リトルシンデレラ」への所属も決定。
- 2月29日、美和花樺と入江ほ菜の2人がさくらシンデレラのミニステージと題し時間を設け、グループの解散後初となる「24oˈclock」の楽曲を披露。1日限りの復活と言われているが、今後またこのような形で特別なミニステージを行うことを示唆。

## 作品

### シングル
| 枚  | 発売日         | タイトル     | カップリング                | 販売形態 | レーベル                 | 商品コード | 備考 |
| --- | -------------- | ------------ | --------------------------- | -------- | ------------------------ | ---------- | ---- |
| 1st | 2018年12月26日 | Crazy Game   | Crazy Rock Game             | CD       | ユニバーサルミュージック | UICZ-5108  |      |
| 2nd | 2019年6月26日  | Thunder Clap | Thunder Clap (Instrumental) | CD       | ユニバーサルミュージック | UICZ-5113  |      |

### 未CD曲
- 涙
- スリル（布袋寅泰の楽曲のカバー）

## 出演

### ウェブテレビ
- 矢口真里の火曜The NIGHT（2018年8月15日[1]、10月10日、10月17日[2]、AbemaTV）

## 関連
- さくらシンデレラ